# Hiroaki Satō
Hiroaki Satō (jap. 佐藤弘明 Satō Hiroaki; ur. 5 lutego 1932, zm. 1 stycznia 1988) - japoński piłkarz, reprezentant kraju.

## Kariera klubowa
Od 1953 do 1959 roku występował w klubie Kwangaku Club.

## Kariera reprezentacyjna
Karierę reprezentacyjną rozpoczął w 1955, a zakończył w 1959 roku. W sumie w reprezentacji wystąpił w 15 spotkaniach. Został powołany do kadry na Igrzyska Olimpijskie w 1956 roku.

## Statystyki
| Reprezentacja Japonii | Reprezentacja Japonii | Reprezentacja Japonii |
| Rok                   | Mecze                 | Gole                  |
| --------------------- | --------------------- | --------------------- |
| 1955                  | 5                     | 0                     |
| 1956                  | 3                     | 0                     |
| 1957                  | 0                     | 0                     |
| 1958                  | 4                     | 0                     |
| 1959                  | 3                     | 0                     |
| Razem                 | 15                    | 0                     |